# Florstadt
Florstadt ist eine Stadt im hessischen Wetteraukreis.

## Geografie
Die Stadt liegt circa 28 km nordöstlich von Frankfurt am Main in der Wetterau. Durch das Stadtgebiet fließen Nidda und Horloff.

### Nachbargemeinden
Florstadt grenzt im Norden an die Stadt Reichelsheim, im Nordosten an die Gemeinde Ranstadt, im Osten an die Gemeinde Glauburg, im Süden an die Gemeinde Altenstadt und die Stadt Niddatal sowie im Westen an die Stadt Friedberg.

### Stadtgliederung
Die Stadt Florstadt besteht aus den Stadtteilen Leidhecken, Nieder-Florstadt, Nieder-Mockstadt, Ober-Florstadt, Staden, und Stammheim.

## Geschichte

### Gemeindegebiet
- Um 90 n. Chr. wurde während der Chattenkriege vom römischen Kaiser Domitian im Ortsteil Ober-Florstadt das Kastell Ober-Florstadt angelegt.
- Nieder-Mockstadt wurde 930 erstmals urkundlich erwähnt.
- 1150 wurde der heutige Ortsteil Staden erstmals in einer Urkunde für die Stadt Goslar erwähnt und erhält 1304 die Stadtrechte.
- 1244 wurde der heutige Ortsteil Stammheim erstmals urkundlich erwähnt.
- Leydthecken (Leidhecken) wurde im 12. Jahrhundert erstmals urkundlich erwähnt.
- 1365 erhielt Nieder-Florstadt von Kaiser Karl IV. die Stadtrechte.
- Seit dem 27. März 2007 besitzt Florstadt wieder Stadtrechte.[2]

### Gemeindebildung
Im Zuge der Gebietsreform in Hessen vereinbarten die bis dahin selbständigen Gemeinden Nieder-Florstadt und Ober-Florstadt, sich am 1. Juli 1970 zur neuen Gemeinde „Florstadt“ zusammenzuschließen. Staden kam am 31. Dezember 1971 auf freiwilliger Basis hinzu. Leidhecken folgte am 1. Februar 1972. Mit der Eingliederung von Nieder-Mockstadt und Stammheim wurde die Reihe der Eingemeindungen am 1. August 1972 kraft Landesgesetz abgeschlossen. Für die eingegliederten Gemeinden wurde je ein Ortsbezirk errichtet.

### Ortsname
880 ist Florstadt als „Plagestat“ bezeugt. Der Name kann auf althochdeutsch blaen (‚blasen‘, ‚wehen‘) zurückgehen und hieße dann so viel wie Windstadt. Der F-Anlaut ist erst im 11./12. Jh. („Flagestat“) nachzuweisen. In der zentralhessischen Mundart kam es dann zur Kontraktion -age- > o.

## Bevölkerung

### Einwohnerstruktur 2011
Nach den Erhebungen des Zensus 2011 lebten am Stichtag dem 9. Mai 2011 in Florstadt 8779 Einwohner.
Nach dem Lebensalter waren 1487 Einwohner unter 18 Jahren, 2625 zwischen 18 und 49, 1920 zwischen 50 und 64 und 1707 Einwohner waren älter.
Unter den Einwohnern waren 306 (3,5 %) Ausländer, von denen 114 aus dem EU-Ausland, 128 aus anderen europäischen Ländern und 65 aus anderen Staaten kamen. Bis zum Jahr 2020 erhöhte sich die Ausländerquote auf 8,6 %.
Die Einwohner lebten in 3649 Haushalten. Davon waren 992 Singlehaushalte, 1147 Paare ohne Kinder und 1128 Paare mit Kindern, sowie 213 Alleinerziehende und 66 Wohngemeinschaften. In 723 Haushalten lebten ausschließlich Senioren und in 2474 Haushaltungen lebten keine Senioren.

### Einwohnerentwicklung
| Florstadt: Einwohnerzahlen von 1970 bis 2020                                                                                                | Florstadt: Einwohnerzahlen von 1970 bis 2020 | Florstadt: Einwohnerzahlen von 1970 bis 2020 | Florstadt: Einwohnerzahlen von 1970 bis 2020 | Florstadt: Einwohnerzahlen von 1970 bis 2020 |
| --- | -------------------------------------------- | -------------------------------------------- | -------------------------------------------- | -------------------------------------------- |
| Jahr |                                              |                                              |                                              | Einwohner                                    |
| 1970 | 1970                                         |                                              | 3.763                                        | 3.763                                        |
| 1980 | 1980                                         |                                              | ?                                            | ?                                            |
| 1990 | 1990                                         |                                              | ?                                            | ?                                            |
| 2000 | 2000                                         |                                              | ?                                            | ?                                            |
| 2010 | 2010                                         |                                              | 8.626                                        | 8.626                                        |
| 2011 | 2011                                         |                                              | 8.779                                        | 8.779                                        |
| 2015 | 2015                                         |                                              | 8.627                                        | 8.627                                        |
| 2020 | 2020                                         |                                              | 8.803                                        | 8.803                                        |
| Quelle(n): LAGIS; Statistische Berichte; Zensus 2011 Nach 1970 einschließlich der im Zuge der Gebietsreform in Hessen eingegliederten Orte. |                                              |                                              |                                              |                                              |

### Historische Religionszugehörigkeit
| • 1987: | 5943 evangelische (= 76,73 %), 1197 katholische (= 15,45 %), 605 sonstige (= 7,81 %) Einwohner |
| • 2011: | 5325 evangelische (= 60,7 %), 1277 katholische (= 14,5 %), 2179 sonstige (= 24,9 %) Einwohner  |

## Politik

### Stadtverordnetenversammlung
Die Kommunalwahl am 14. März 2021 lieferte folgendes Ergebnis, in Vergleich gesetzt zu früheren Kommunalwahlen:
| Sitzverteilung in der Stadtverordnetenversammlung 2021Insgesamt 31 Sitze - SPD: 16 - Grüne: 7 - CDU: 8 | Parteien und Wählergemeinschaften | Parteien und Wählergemeinschaften           | 2021  | 2021  | 2016  | 2016  | 2011  | 2011  | 2006  | 2006  | 2001  | 2001  |
| Sitzverteilung in der Stadtverordnetenversammlung 2021Insgesamt 31 Sitze - SPD: 16 - Grüne: 7 - CDU: 8 | Parteien und Wählergemeinschaften | Parteien und Wählergemeinschaften           | %     | Sitze | %     | Sitze | %     | Sitze | %     | Sitze | %     | Sitze |
| Sitzverteilung in der Stadtverordnetenversammlung 2021Insgesamt 31 Sitze - SPD: 16 - Grüne: 7 - CDU: 8 | SPD                               | Sozialdemokratische Partei Deutschlands     | 53,0  | 16    | 59,6  | 18    | 59,3  | 18    | 67,7  | 21    | 60,7  | 19    |
| Sitzverteilung in der Stadtverordnetenversammlung 2021Insgesamt 31 Sitze - SPD: 16 - Grüne: 7 - CDU: 8 | CDU                               | Christlich Demokratische Union Deutschlands | 24,9  | 8     | 27,8  | 9     | 25,4  | 8     | 21,2  | 7     | 28,2  | 9     |
| Sitzverteilung in der Stadtverordnetenversammlung 2021Insgesamt 31 Sitze - SPD: 16 - Grüne: 7 - CDU: 8 | Grüne                             | Bündnis 90/Die Grünen                       | 22,1  | 7     | 12,6  | 4     | 15,3  | 5     | 7,3   | 2     | 8,9   | 3     |
| Sitzverteilung in der Stadtverordnetenversammlung 2021Insgesamt 31 Sitze - SPD: 16 - Grüne: 7 - CDU: 8 | FDP                               | Freie Demokratische Partei                  | —     | —     | —     | —     | —     | —     | 3,9   | 1     | 2,2   | 0     |
| Sitzverteilung in der Stadtverordnetenversammlung 2021Insgesamt 31 Sitze - SPD: 16 - Grüne: 7 - CDU: 8 | Gesamt                            | Gesamt                                      | 100,0 | 31    | 100,0 | 31    | 100,0 | 31    | 100,0 | 31    | 100,0 | 31    |
| Sitzverteilung in der Stadtverordnetenversammlung 2021Insgesamt 31 Sitze - SPD: 16 - Grüne: 7 - CDU: 8 | Wahlbeteiligung in %              | Wahlbeteiligung in %                        | 54,1  | 54,1  | 53,5  | 53,5  | 51,2  | 51,2  | 54,4  | 54,4  | 58,8  | 58,8  |

### Bürgermeister
Nach der hessischen Kommunalverfassung wird der Bürgermeister für eine sechsjährige Amtszeit gewählt, seit dem Jahr 1993 in einer Direktwahl, und ist Vorsitzender des Magistrats, dem in der Stadt Florstadt neben dem Bürgermeister ehrenamtlich ein Erster Stadtrat und sechs weitere Stadträte angehören. Bürgermeister ist seit dem 1. August 2024 Daniel Imbescheid (CDU), der am 17. März 2024 in einer Stichwahl bei einer Wahlbeteiligung von 59,60 Prozent mit 54,32 Prozent der Stimmen gewählt wurde. Er wurde Nachfolger von Herbert Unger (SPD), der nach vier Amtszeiten nicht wieder kandidiert hatte.
Amtszeiten der Bürgermeister
- 2024–2030 Daniel Imbescheid (CDU)[23]
- 2000–2024 Herbert Unger (SPD)[26]
- 1982–2000 Heinrich Trupp (SPD)[27]
- 1964–1982 Willi Holzmann (SPD)[27]

| Jahr           | Wahlbeteili- gung in % | Kandidaten         | Partei | Stimmen in % |
| -------------- | ---------------------- | ------------------ | ------ | ------------ |
| 2024 Stichwahl | 59,60                  | Daniel Imbescheid  | CDU    | 54,32        |
| 2024 Stichwahl | 59,60                  | Christian Trupp    | SPD    | 45,68        |
| 2024           | 61,69                  | Daniel Imbescheid  | CDU    | 43,24        |
| 2024           | 61,69                  | Christian Trupp    | SPD    | 38,59        |
| 2024           | 61,69                  | Rochsane Mentes    |        | 18,16        |
| 2018           | 44,00                  | Herbert Unger      | SPD    | 86,05        |
| 2012           | 41,15                  | Herbert Unger      | SPD    | 90,56        |
| 2006           | 54,4                   | Herbert Unger      | SPD    | 90,8         |
| 2000           | 67,0                   | Herbert Unger      | SPD    | 62,4         |
| 2000           | 67,0                   | Susanne Hofmeister | CDU    | 37,6         |
| 1994           | 70,5                   | Heinrich Trupp     | SPD    | 71,2         |
| 1994           | 70,5                   | Wolfgang Schulz    | CDU    | 16,2         |
| 1994           | 70,5                   | Klaus Seipel       | GRÜNE  | 12,6         |

### Ortsbeiräte
Für die Ortsteile Leidhecken, Staden, Nieder-Mockstadt, Stammheim und gemeinsam für Nieder-Florstadt und Ober-Florstadt besteht je ein Ortsbezirk mit Ortsbeirat und Ortsvorsteher nach Maßgabe der §§ 81 und 82 HGO und des Kommunalwahlgesetzes in der jeweils gültigen Fassung.
Die Ortsbezirke sind durch die Gemarkungen der Ortsteile abgegrenzt und bestehen aus fünf bis neun Mitgliedern.
Deren Wahl erfolgt im Rahmen der Kommunalwahlen. Der Ortsbeirat wählt eines seiner Mitglieder zum Ortsvorsteher bzw. zur Ortsvorsteherin. Zur Zusammensetzung siehe die jeweiligen Stadtteile.

### Ortsbeirat Nieder-Florstadt/Ober-Florstadt
Der Ortsbeirat besteht aus neue Mitgliedern. Bei den Kommunalwahlen in Hessen 2021 betrug die Wahlbeteiligung 56,84 %. Dabei wurden gewählt: fünf Mitglieder der SPD, und je zwei Mitglieder des Bündnis 90/Die Grünen und der CDU. Der Ortsbeirat wählte Rudi Goll (SPD) zum Ortsvorsteher.

### Städtepartnerschaften
- Izbicko/Polen
- Staden/Belgien
- Pléneuf-Val-André/Frankreich

## Kultur und Sehenswürdigkeiten

### Florstadt in der Literatur
Florstadt ist der Ort der Handlung im Roman Wäldchestag von Andreas Maier.

### Kulturdenkmäler
Siehe dazu Liste der Kulturdenkmäler in Florstadt.
Die evangelische Kirche Stammheim wurde 1751 als Querkirche errichtet.

### Naturdenkmäler
Siehe dazu Liste der Naturdenkmäler in Florstadt.

## Wirtschaft und Infrastruktur

### Wirtschaftsstruktur
Florstadt ist überwiegend ein Wohnort für Pendler, die vor allem im Rhein-Main-Gebiet Arbeit finden. Örtliche Wirtschaftsbetriebe gibt es in der Landwirtschaft, im Handwerk, Handel und Dienstleistungsgewerbe.
Im Jahr 2022 erzielte Florstadt Einnahmen aus der Gewerbesteuer in Höhe von 3,6 Millionen Euro. Mit einem Gewerbesteuerhebesatz von 425 % zählt die Stadt zu den steuerlich teureren Standorten Deutschlands. Florstadt ist dennoch etwa steuerlich günstiger als Frankfurt (Gewerbesteuerhebesatz 460 %).

### Verkehr
Verkehrstechnisch ist das Stadtgebiet erschlossen durch die Bundesstraße 275 und die Bundesautobahn 45 mit der Anschlussstelle Florstadt (an der B 275 zwischen den Stadtteilen Nieder-Mockstadt und Staden).

### Bildung
- Karl-Weigand-Schule in Nieder-Florstadt
- Grundschule Stammheim
- Volkshochschule Friedberg Außenstelle Florstadt

### Betreuungseinrichtungen
- Kommunale Kindertagesstätte Staden
- Kindertagesstätte „Sonnenschein“ Stammheim
- Kindergarten Lummerland Nieder-Florstadt
- Kindergarten An der Nachtweide Nieder-Florstadt
- Kindertagesstätte „Auenland“ Nieder-Florstadt
- Betreuungsschule an der Karl-Weigand-Schule NFl
- Schülerbetreuung Stammheim

### Freizeit- und Sportanlagen
- Hessischer Radfernweg R4
- Limesradweg
- Niddaradweg
- Trimm-Dich-Pfad NFl
- ökologischer Lehrpfad

## Persönlichkeiten
- Karl Weigand (1804–1878), Germanist, Wortführer der historischen Rechtschreibung, geboren in Nieder-Florstadt
- Volbrecht Nagel (1867–1921), Missionar in Indien, geboren in Stammheim
- Anton Lux (1878–1953), Bürgermeister von 1945 bis 1953 und Landtagsabgeordneter, geboren in Nieder-Florstadt